# Codonosiphon
Codonosiphon là một chi phong lan có 3 loài. Một loài phân bố ở Sulawesi và hai loài phân bố ở New Guinea. Đài hoa loài này hơi chụm lại, tạo thành một ống hình chuông, do đó dẫn đến chi có tên như vậy (Codonosiphon nghĩa là "ống chuông").

## Các loài
- Codonosiphon campanulatum
- Codonosiphon codonanthum
- Codonosiphon papuanum